# Ruynes-en-Margeride (tổng)
Tổng Ruynes-en-Margeride là một tổng của Pháp, thuộc tỉnh Cantal trong vùng Auvergne-Rhône-Alpes.

## Hành chính
| Giai đoạn | Ủy viên         | Đảng | Tư cách |
| --------- | --------------- | ---- | ------- |
| 2008-2014 | Louis Clavilier | UMP  |         |
| 2001-2008 | Louis Clavilier | DVD  |         |

## Các đơn vị trực thuộc
Tổng này gồm 13 xã:
- Celoux
- Chaliers
- Chazelles
- Clavières
- Faverolles
- Lorcières
- Loubaresse
- Rageade
- Ruynes-en-Margeride
- Saint-Just
- Saint-Marc
- Soulages
- Védrines-Saint-Loup